# Van Wert (Ohio)
Van Wert település az Amerikai Egyesült Államok Ohio államában, Van Wert megyében, melynek megyeszékhelye is. Lakosainak száma 11 092 fő (2020. április 1.).

## Népesség
A település népességének változása:

| 2010 | 10 846 |
| 2020 | 11 092 |